# Schweizer Skimeisterschaften 1938
Die Schweizer Skimeisterschaften 1938 fanden vom 11. bis zum 13. März 1938 in Wengen und am 13. Februar 1938 in Klosters statt. Ausgetragen wurden im Skilanglauf die Distanzen 17 km und 50 km. Beim 17-km-Lauf wurde Heinz von Allmen und beim 50-km-Lauf Charles Baud Erster. Das Skispringen gewann Willy Paterlini. Im Ski Alpin wurden die Disziplinen Abfahrt und Slalom ausgetragen. Dabei gewann bei den Frauen Laila Schou Nilsen in der Abfahrt und Christl Cranz im Slalom sowie in der Kombinationswertung. Hellmut Lantschner aus Deutschland siegte in der Abfahrt sowie im Slalom und wurde abschliessend Schweizer Skimeister, da er die Vierer Kombinationswertung gewann.

## Vierer Kombination Männer
Die Kombination wurde über eine Punktewertung aus den Ergebnissen von Abfahrt, Skisprung, 17-km-Lauf und Slalom berechnet.
| Platz | Name               | Verein         | Punkte |
| ----- | ------------------ | -------------- | ------ |
| 01    | Hellmut Lantschner | Deutschland    | 50,85  |
| 02    | Hans Schlunegger   | Wengen         | 86,50  |
| 03    | Heinz von Allmen   | Wengen         | 72,26  |
| 04    | Adi Gamma          | Andermatt      | 76,23  |
| 05    | Erich Soguel       | Chaux-de-Fonds | 89,05  |
| 06    | Oswald Julen       | Zermatt        | 100,46 |

## Skilanglauf

### 17 km
| Platz | Name               | Verein         | Zeit (std) |
| ----- | ------------------ | -------------- | ---------- |
| 01    | Heinz von Allmen   | Wengen         | 1:13:41    |
| 02    | Adi Gamma          | Andermatt      | 1:14:08    |
| 03    | Ernst Anderegg     | Ebnat-Kappel   | 1:14:11    |
| 04    | Adolf Freiburghaus | Chaux-de-Fonds | 1:15:14    |
| 05    | Eric Soguel        | Chaux-de-Fonds | 1:16:20    |
| 06    | Severino Menardi   | Italien        | 1:16:22    |

Datum: Samstag, 12. März 1938
 Heinz von Allmen aus Wengen holte mit einer Zeit von 1:13:41 Stunden und mit 27 Sekunden Vorsprung auf Adi Gamma den Schweizer Meistertitel. Der Vorjahressieger Ernst Berger wurde Neunter.

### 50 km
| Platz | Name               | Verein         | Zeit (std) |
| ----- | ------------------ | -------------- | ---------- |
| 01    | Charles Baud       | Le Brassus     | 3:51:38    |
| 02    | Alfred Limacher    | Luzern         | 3:51:47    |
| 03    | Victor Borghi      | Les Diablerets | 3:51:49    |
| 04    | Adolf Freiburghaus | Chaux-de-Fonds | 3:57:10    |
| 05    | Willy Meyer        | St. Gallen     | 4:03:07    |
| 06    | Eduard Müller      | Zürich         | 4:03:29    |

Datum: Sonntag, 13. Februar 1938

 Den mit 41 Läufern gestarteten 50-km-Lauf gewann Charles Baud aus Le Brassus in einer Zeit von 3:51:38 Stunden und neun Sekunden Vorsprung auf Alfred Limbacher und den Vorjahressieger Victor Borghi.

## Skispringen

### Normalschanze
| Platz | Name               | Verein           | Punkte |
| ----- | ------------------ | ---------------- | ------ |
| 01    | Willy Paterlini    | Lenzerheide      | 223,0  |
| 02    | Marcel Reymond     | St-Croix         | 216,7  |
| 03    | Hellmut Lantschner | Deutschland      | 215,5  |
| 04    | Jaroslav Lukeš     | Tschechoslowakei | 210,6  |
| 05    | Bruno Trojani      | Gstaad           | 210,5  |

Datum: Sonntag, 13. März 1938

Willy Paterlini aus Lenzerheide gewann mit Weiten von 53 und 56 Metern auf der Jungfrauschanze vor Marcel Reymond und Hellmut Lantschner. Der Vorjahressieger Bruno Trojani wurde Fünfter.

## Ski Alpin

### Männer

#### Abfahrt
| Platz | Name               | Verein      | Zeit (min) |
| ----- | ------------------ | ----------- | ---------- |
| 01    | Hellmut Lantschner | Deutschland | 4:52,4     |
| 02    | Rudolf Rominger    | St. Moritz  | 4:52,8     |
| 03    | Louis Agnel        | Frankreich  | 4:57,6     |
| 04    | Roman Wörndle      | Deutschland | 4:59,2     |
| 05    | Hans Schlunegger   | Wengen      | 5:00,6     |
| 06    | Willy Steuri       | Scheidegg   | 5:01,0     |

Datum: Freitag, 11. März 1938

#### Slalom
| Platz | Name               | Verein      | Zeit (min) |
| ----- | ------------------ | ----------- | ---------- |
| 01    | Hellmut Lantschner | Deutschland | 2:12,6     |
| 02    | Roman Wörndle      | Deutschland | 2:14,8     |
| 03    | Willy Steuri       | Scheidegg   | 2:15,9     |
| 04    | Rudolf Rominger    | St. Moritz  | 2:20,7     |
| 05    | Heinz von Allmen   | Wengen      | 2:21,8     |
| 06    | Adi Gamma          | Andermatt   | 2:24,6     |

Datum: Sonntag, 13. März 1938

### Frauen

#### Abfahrt
| Platz | Name               | Verein             | Zeit (min) |
| ----- | ------------------ | ------------------ | ---------- |
| 01    | Laila Schou Nilsen | Norwegen           | 4:43,6     |
| 02    | Christl Cranz      | Deutschland        | 4:52,6     |
| 03    | Lisa Hoferer       | Deutschland        | 5:02,8     |
| 04    | Erna Steuri        | Grindelwald        | 5:04,0     |
| 05    | Helga Gödl         | Österreich         | 5:08,6     |
| 06    | Marianne MacKean   | Vereinigte Staaten | 5:13,6     |

Datum: Freitag, 11. März 1938

#### Slalom
| Platz | Name               | Verein      | Zeit (min) |
| ----- | ------------------ | ----------- | ---------- |
| 01    | Christl Cranz      | Deutschland | 2:15,9     |
| 02    | Laila Schou Nilsen | Norwegen    | 2:24,0     |
| 03    | Erna Steuri        | Engelberg   | 2:26,5     |
| 04    | Nini von Arx-Zogg  | Arosa       | 2:34,7     |
| 05    | Elvira Osirnig     | St. Moritz  | 2:37,2     |

Datum: Sonntag, 13. März 1938

#### Kombination
Die Kombination wurde über eine Punktewertung aus den Ergebnissen von Abfahrt und Slalom berechnet.
| Platz | Name               | Verein             | Punkte |
| ----- | ------------------ | ------------------ | ------ |
| 01    | Christl Cranz      | Deutschland        | 3,03   |
| 02    | Laila Schou Nilsen | Norwegen           | 3,57   |
| 03    | Erna Steuri        | Engelberg          | 11,54  |
| 04    | Lisa Hoferer       | Deutschland        | 17,59  |
| 05    | Nini von Arx-Zogg  | Arosa              | 22,23  |
| 06    | Marianne MacKean   | Vereinigte Staaten | 23,43  |

Datum: Freitag, 11. März 1938 und Sonntag, 13. März 1938